# Dicranota brachyneura
Dicranota (Rhaphidolabis) brachyneura là một loài ruồi trong họ Pediciidae. Chúng phân bố ở vùng Indomalaya.